# Carl Hilpert
Carl Hilpert (Norimberga, 12 settembre 1888 – Mosca, 1º febbraio 1947) è stato un generale tedesco durante la seconda guerra mondiale.

## Biografia
Hilpert nacque a Norimberga, in Baviera.
Durante le ultime fasi della seconda guerra mondiale, Hilpert comandò le truppe tedesche che rimasero poi circondate dall'armata sovietica nella Sacca di Curlandia. Il 7 maggio 1945, il capo di stato e presidente tedesco Karl Dönitz ordinò al colonnello generale (Generaloberst) Carl Hilpert di arrendersi col suo gruppo d'armate in Curlandia, dal momento che era rimasto l'ultimo generale in capo dopo la disfatta tedesca. Hilpert eseguì gli ordini col suo staff personale e tre divisioni del XXXVIII Corps arrendendosi al maresciallo Leonid Govorov. Prima di arrendersi definitivamente, Hilpert inviò alle sue truppe il seguente messaggio:
Morì dopo due anni di prigionia, il 1º febbraio 1947, a Mosca.